# Golden Days (single)
"Golden Days" is de debuutsingle van de Nederlandse zangeres Krystl. De single verscheen later ook op haar debuutalbum Rolling. Het popachtige nummer was daarvoor al te horen in een reclame voor Martini Spumante.

## Hitnoteringen

#### Nederlandse Top 40
| Hitnotering: 08-01-2011 t/m 02-04-2011 | Hitnotering: 08-01-2011 t/m 02-04-2011 | Hitnotering: 08-01-2011 t/m 02-04-2011 | Hitnotering: 08-01-2011 t/m 02-04-2011 | Hitnotering: 08-01-2011 t/m 02-04-2011 | Hitnotering: 08-01-2011 t/m 02-04-2011 | Hitnotering: 08-01-2011 t/m 02-04-2011 | Hitnotering: 08-01-2011 t/m 02-04-2011 | Hitnotering: 08-01-2011 t/m 02-04-2011 | Hitnotering: 08-01-2011 t/m 02-04-2011 | Hitnotering: 08-01-2011 t/m 02-04-2011 | Hitnotering: 08-01-2011 t/m 02-04-2011 | Hitnotering: 08-01-2011 t/m 02-04-2011 | Hitnotering: 08-01-2011 t/m 02-04-2011 | Hitnotering: 08-01-2011 t/m 02-04-2011 |
| Week:                                  | 1                                      | 2                                      | 3                                      | 4                                      | 5                                      | 6                                      | 7                                      | 8                                      | 9                                      | 10                                     | 11                                     | 12                                     | 13                                     |                                        |
| -------------------------------------- | -------------------------------------- | -------------------------------------- | -------------------------------------- | -------------------------------------- | -------------------------------------- | -------------------------------------- | -------------------------------------- | -------------------------------------- | -------------------------------------- | -------------------------------------- | -------------------------------------- | -------------------------------------- | -------------------------------------- | -------------------------------------- |
| Positie:                               | 35                                     | 26                                     | 20                                     | 21                                     | 18                                     | 15                                     | 13                                     | 13                                     | 14                                     | 15                                     | 18                                     | 25                                     | 34                                     | uit                                    |

#### NederlandseSingle Top 100
| Hitnotering: (Week 1 t/m 16) 11-12-2010 t/m 26-03-2011 Hitnotering: (Week 17 t/m 19) 14-05-2011 t/m 28-05-2011 | Hitnotering: (Week 1 t/m 16) 11-12-2010 t/m 26-03-2011 Hitnotering: (Week 17 t/m 19) 14-05-2011 t/m 28-05-2011 | Hitnotering: (Week 1 t/m 16) 11-12-2010 t/m 26-03-2011 Hitnotering: (Week 17 t/m 19) 14-05-2011 t/m 28-05-2011 | Hitnotering: (Week 1 t/m 16) 11-12-2010 t/m 26-03-2011 Hitnotering: (Week 17 t/m 19) 14-05-2011 t/m 28-05-2011 | Hitnotering: (Week 1 t/m 16) 11-12-2010 t/m 26-03-2011 Hitnotering: (Week 17 t/m 19) 14-05-2011 t/m 28-05-2011 | Hitnotering: (Week 1 t/m 16) 11-12-2010 t/m 26-03-2011 Hitnotering: (Week 17 t/m 19) 14-05-2011 t/m 28-05-2011 | Hitnotering: (Week 1 t/m 16) 11-12-2010 t/m 26-03-2011 Hitnotering: (Week 17 t/m 19) 14-05-2011 t/m 28-05-2011 | Hitnotering: (Week 1 t/m 16) 11-12-2010 t/m 26-03-2011 Hitnotering: (Week 17 t/m 19) 14-05-2011 t/m 28-05-2011 | Hitnotering: (Week 1 t/m 16) 11-12-2010 t/m 26-03-2011 Hitnotering: (Week 17 t/m 19) 14-05-2011 t/m 28-05-2011 | Hitnotering: (Week 1 t/m 16) 11-12-2010 t/m 26-03-2011 Hitnotering: (Week 17 t/m 19) 14-05-2011 t/m 28-05-2011 | Hitnotering: (Week 1 t/m 16) 11-12-2010 t/m 26-03-2011 Hitnotering: (Week 17 t/m 19) 14-05-2011 t/m 28-05-2011 | Hitnotering: (Week 1 t/m 16) 11-12-2010 t/m 26-03-2011 Hitnotering: (Week 17 t/m 19) 14-05-2011 t/m 28-05-2011 | Hitnotering: (Week 1 t/m 16) 11-12-2010 t/m 26-03-2011 Hitnotering: (Week 17 t/m 19) 14-05-2011 t/m 28-05-2011 | Hitnotering: (Week 1 t/m 16) 11-12-2010 t/m 26-03-2011 Hitnotering: (Week 17 t/m 19) 14-05-2011 t/m 28-05-2011 | Hitnotering: (Week 1 t/m 16) 11-12-2010 t/m 26-03-2011 Hitnotering: (Week 17 t/m 19) 14-05-2011 t/m 28-05-2011 | Hitnotering: (Week 1 t/m 16) 11-12-2010 t/m 26-03-2011 Hitnotering: (Week 17 t/m 19) 14-05-2011 t/m 28-05-2011 | Hitnotering: (Week 1 t/m 16) 11-12-2010 t/m 26-03-2011 Hitnotering: (Week 17 t/m 19) 14-05-2011 t/m 28-05-2011 | Hitnotering: (Week 1 t/m 16) 11-12-2010 t/m 26-03-2011 Hitnotering: (Week 17 t/m 19) 14-05-2011 t/m 28-05-2011 | Hitnotering: (Week 1 t/m 16) 11-12-2010 t/m 26-03-2011 Hitnotering: (Week 17 t/m 19) 14-05-2011 t/m 28-05-2011 | Hitnotering: (Week 1 t/m 16) 11-12-2010 t/m 26-03-2011 Hitnotering: (Week 17 t/m 19) 14-05-2011 t/m 28-05-2011 | Hitnotering: (Week 1 t/m 16) 11-12-2010 t/m 26-03-2011 Hitnotering: (Week 17 t/m 19) 14-05-2011 t/m 28-05-2011 | Hitnotering: (Week 1 t/m 16) 11-12-2010 t/m 26-03-2011 Hitnotering: (Week 17 t/m 19) 14-05-2011 t/m 28-05-2011 |
| Week: | 1 | 2 | 3 | 4 | 5 | 6 | 7 | 8 | 9 | 10 | 11 | 12 | 13 | 14 | 15 | 16 | | 17 | 18 | 19 | |
| --- | --- | --- | --- | --- | --- | --- | --- | --- | --- | --- | --- | --- | --- | --- | --- | --- | --- | --- | --- | --- | --- |
| Positie: | 50 | 83 | 53 | 64 | 68 | 55 | 75 | 71 | 78 | 44 | 24 | 23 | 47 | 35 | 65 | 79 | uit | 41 | 46 | 85 | uit |

### NPO Radio 2 Top 2000
Golden Days stond alleen in 2011 in de NPO Radio 2 Top 2000, op plek 1931.